# Choroegh
Choroegh (Tadzjieks: Хоруғ) is een stad in het zuiden van Tadzjikistan. Choroegh is de hoofdstad - en een bestuurlijk onderdeel - van de autonome provincie Gorno-Badachsjan en telde in 2014 ongeveer 30.500 inwoners.

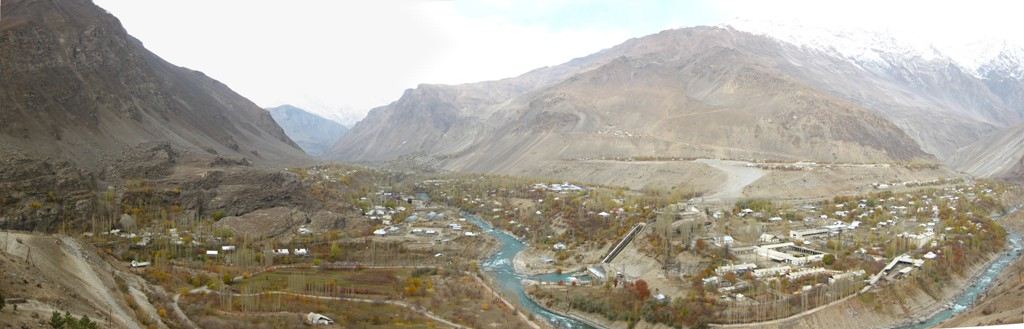
Choroegh vanuit het oosten gezien